# Elmira Dassaeva
Elmira Dassaeva Gaas nació el 4 de abril de 1986 en Moscú (Rusia). Es una gimnasta aeróbica y ex gimnasta rítmica española. Su padre es el portero de fútbol soviético Rinat Dasáyev y es hermana de la también ex gimnasta rítmica Cristina Dassaeva. Fue campeona de España de gimnasia aeróbica en 5 ocasiones (2004-2008), oro en la Copa del Mundo de Gimnasia Aeróbica (2007), bronce en el Mundial de Gimnasia Aeróbica (2006) y 2 veces subcampeona europea (2005 y 2007), entre otras preseas internacionales.

## Biografía deportiva

### Etapa como gimnasta rítmica
Afincada en Zaragoza desde principios de la década de 1990, comenzó practicando gimnasia rítmica en el Club Deportivo Zaragozano de Gimnasia junto a su hermana Cristina, quien llegó a formar parte de la selección. Junto a otras gimnastas como Ada Liberio, Ana Bolea o su hermana Cristina Dassaeva, hizo que el club se convirtiera a nivel regional en unos de los equipos referentes en gimnasia rítmica durante varias décadas. Ha logrado un buen número de medallas en el Campeonato de Aragón y en el Campeonato de España tanto Individual como de Conjuntos en las categorías alevín, infantil, júnior y primera. En 1996 fue campeona de Aragón y subcampeona de España, ambos en categoría alevín, en 1997 oro en aro en categoría infantil en el Campeonato de España de Clubes y Autonomías, en 1998 campeona de Aragón infantil, y en 1999, 2000 y 2001 campeona de Aragón júnior y en 2001 oro en aro y la plata en cuerda en el Campeonato de España de la Juventud. En 1998 plata en la final del Campeonato de España de Conjuntos en categoría junior y en 2002 oro en primera categoría en el Campeonato de España de Conjuntos, y en 2002 y 2003 campeona de Aragón en primera categoría. Tras retirarse de la gimnasia rítmica, pasó a la gimnasia aeróbica.

### Etapa como gimnasta aeróbica
Como gimnasta aeróbica ha cosechado numerosos éxitos a nivel nacional e internacional, siempre vinculada al Club Gimnástico Aragón. En septiembre de 2003 ganó su primera Copa del Mundo en categoría júnior. En 2004 fue 7ª individual en el Mundial de Gimnasia Aeróbica en Sofía (Bulgaria), además de ser campeona de España individual. En 2005 renovó su reinado en el Campeonato de España y le añadió la modalidad de tríos, además de ser subcampeona europea individual en el Europeo de Coímbra (Portugal) y oro en los Juegos Mundiales de Duisburgo (2005).
En 2006 fue medalla de bronce individual en el Mundial de Gimnasia Aeróbica en Nankín (China) y de oro en el de España. En 2007 pasó a encabezar el ranking mundial de aeróbic, volvió a ser campeona de España, logró varias medallas de oro en la Series Mundiales, fue plata individual en el Europeo de Szombathely (Hungría) y se alzó con el oro en la Copa del Mundo de Gimnasia Aeróbica celebrada en el Pabellón Siglo XXI en Zaragoza. En 2008 fue 9ª individual en el Mundial de Gimnasia Aeróbica de Ulm (Alemania) y volvió a ser campeona de España. El 1 de marzo de 2005 fue premiada como la mejor deportista aragonesa del año 2004 en la gala organizada por el Gobierno de Aragón.

## Premios, reconocimientos y distinciones
- Mejor deportista aragonesa de 2004, otorgado por el Gobierno de Aragón (2005)
- Distinción especial en la II Gala para empresas de la Fundación Down Zaragoza (2007)[6]